# Никола Киров
Никола Киров Трайков, известен като Майски, Ноги, Орлов и Гарибалди, е български революционер, деец на Вътрешната македоно-одринска революционна организация.

## Биография
Никола Киров е роден на 28 юни 1880 година в Крушево, тогава в Османската империя. Родът му по произход е от охридското село Свинища. Завършва основно образование в родния си град, а после учи в българската гимназия в Битоля, откъдето е изключен през 1898 година при бунт против екзархийската администрация и владиката Григорий. Премества се в Солун и в 1902 година завършва със седемнадесетия випуск Солунската българска мъжка гимназия. В гимназията се присъединява към ВМОРО.
През 1902-1903 година е учител в село Баница, Леринско. Арестуван е и е затворен в Лерин. При конвоирането му в Битоля е направен опит да бъде убит от страна на съпровождащите го стражари.

През Илинденско-Преображенското въстание Никола Киров е в Крушево и участва в обявяването и защитата на Крушевската република. Последните ѝ мигове си спомня така: 
| „ | По заповѣдь на офицеритѣ си, [турската] войската мина край труповетѣ на нашитѣ борци и съ пушечна стрелба въ въздуха имъ отдаде почить; Бахтиаръ благоволи да разреши да бѫдатъ прибрани отъ домашнитѣ имъ и погребани по християнски обичай падналитѣ на „Слива“ юначни „разбойници.“ | “ |

След въстанието остава ръководител на местния революционен комитет. По-късно е главен български учител в Емборе.
Подир неуспеха на Илинденското въстание, в 1906 година повторно учителства во Леринско. По-късно се записва в Софиския университет, а през 1909 година учителствува в Ихтиман.
В 1910 година е назначен за главен български учител в Дебър, но при обезоръжителната акция на младотурците е арестуван в Крушево за подпомагане на четата на Блаже Кръстев и бит с 200 удара с тояга по краката. Лежи в затвора три седмици и заема мястото си в Дебър чак на 25 октомври. В Дебър Киров успява на 27 февруари 1911 година да възобнови дебърското българско околийско учителско дружество „Свети Иван Бигор“, на което той става председател, Александър Стрезов – секретар, Петър Алексиев – касиер, а Васил Велев – член на Управителното тяло.
През учебната 1911/1912 година е директор в училището в Ресен.
След Междусъюзническата война с цялото си семейство се прехвърля в България, завършва правни науки в Софийския университет и работи като учител и финансов служител, но и не спира да се занимава с революционна дейност. Участва в дейността на Македонската федеративна организация.
През пролетта на 1914 година е изпратен като български главен учител в Корча, където да работи с българския архиерейски наместник за Албания Търпо Поповски. Гръцкото нахлуване обаче ги принуждава да преустановят дейността си и на 22 юни, заедно с цялото население на града, са принудени да го напуснат.
Участва в обединителния конгрес на Македонската федеративна организация и Съюза на македонските емигрантски организации от януари 1923 година. През 1923 година издава романа „Илинден“, в който приписва на героя си Никола Карев създаването на Крушевския манифест.
Автор е на научните трудове „С поглед към Македония“, „Крушово и борбите му за свобода“ (1935), „Епопеята на Крушево“, „Светлина към тъмнината“ и други. Изявява се и като драматург и поет. Редовно публикува материали в списание „Илюстрация Илинден“.
Умира през 1962 година. Негов личен архивен фонд се съхранява в Държавна агенция „Архиви“.